# Kambaitimyia carbonata
Kambaitimyia carbonata là một loài ruồi trong họ Tachinidae.